# Byte (canción de Martin Garrix y Brooks)
«Byte» es una canción de los DJs holandeses Martin Garrix y Brooks,fue lanzado el 7 de abril de 2017, a través del sello discográfico STMPD RCRDS y Sony Music.

## Antecedentes
Garrix debutó la canción en el Ultra Music Festival 2017 en Miami . Reveló un fragmento de la canción en Snapchat un día antes del festival, y en Instagram hace varios meses, en un tuit de Garrix, dijo que lanzaba dos "cosas" el viernes 7 de abril de 2017: la canción "Byte" y la versión acústica de su sencillo anterior "Scared to Be Lonely" con la cantante británica Dua Lipa."Byte" se describe como un 'regreso a EDM' para Garrix, ya que sus singles anteriores "In the Name of Love" y "Scared to Be Lonely" fueron vistos como música pop,
La canción se compara con la colaboración de Garrix en 2014 " Tremor " con Dimitri Vegas & Like Mike.

## Posiciones en listas
| Listas (2017)                          | Mejor posición |
| -------------------------------------- | -------------- |
| Francia (SNEP)                         | 104            |
| Países Bajos (Tipparade)               | 2              |
| USA Dance/Electronic Songs (Billboard) | 49             |